# Улица Державина (Великий Новгород)
Держа́вина — улица в Великом Новгороде. Расположена в северной части города. Начинается от Большой Санкт-Петербургской (левый берег Волхова), проходит по Колмовскому мосту, заканчивается у Московской улицы (правый берег). Протяжённость 4400 м.
Образована 27 апреля 1970 года. Названа в честь русского поэта и государственного деятеля Г. Р. Державина. Принята в эксплуатацию в 1978 году.
На улице расположены Родильный дом № 2, Областная детская больница, Колмовское воинское захоронение.